# 에이브러햄 링컨 암살 사건

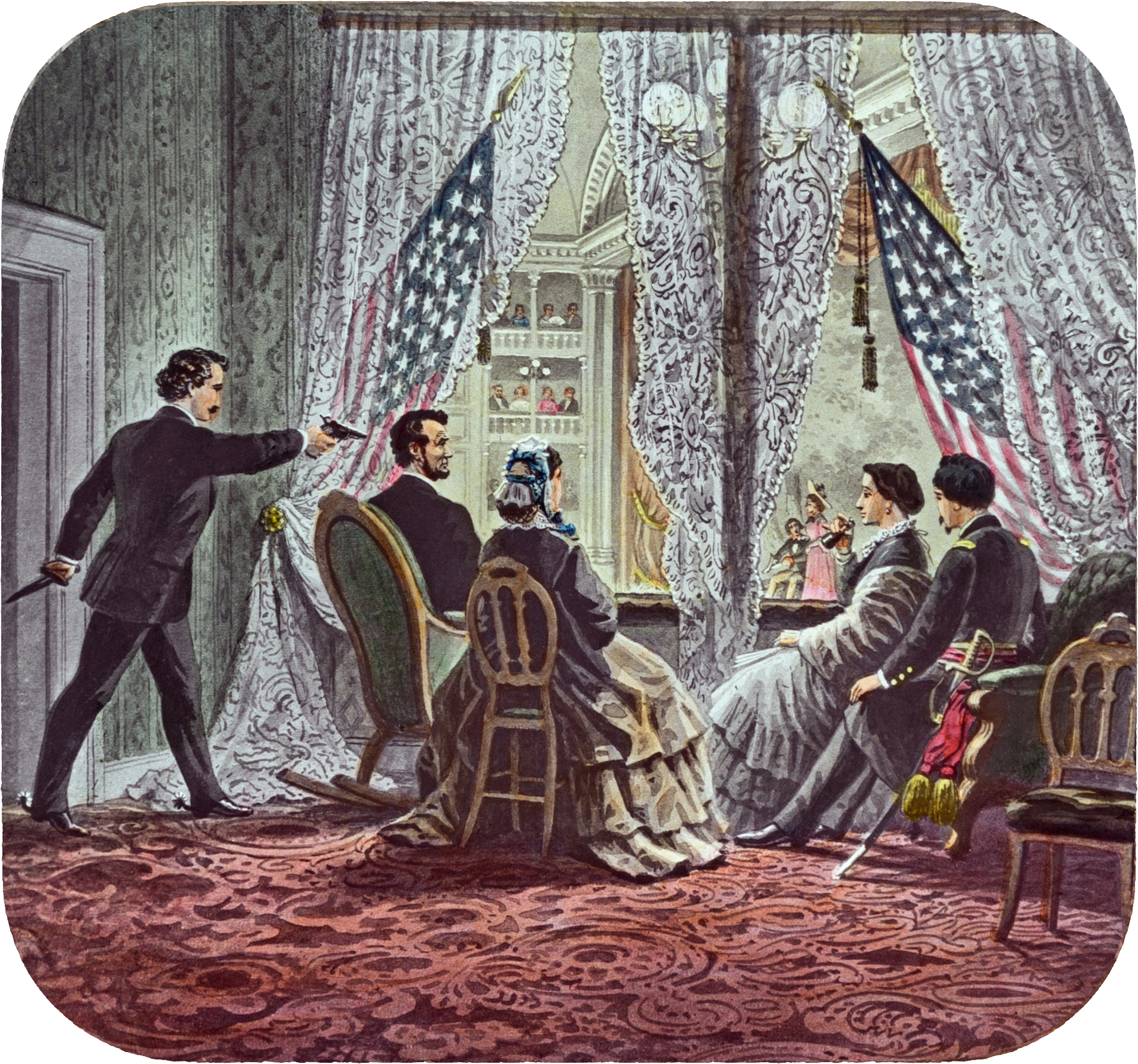
포드 극장에서 에이브러햄 링컨을 암살한 존 윌크스 부스

링컨 암살 사건은 미국 남북 전쟁이 끝난 지 5일 후인 1865년 4월 14일 금요일(성금요일) 오후 10시경 미국의 16대 대통령 에이브러햄 링컨이 포드 극장에서 남부 지지자 가톨릭 교도인 존 윌크스 부스 일당에게 암살당한 사건이다.
에이브러햄 링컨 대통령은 포드 극장에서 아내 메리 토드 링컨 등과 《우리 미국인 사촌》(Our American Cousin)의 공연 중에 존 윌크스 부스에 의해 저격을 당했다. 링컨은 다음날 아침, 1865년 4월 15일 토요일 오전 7시 22분에 윌리엄 피터슨(William Petersen) 집에서 사망했다.
링컨을 살해한 부스는 배우 출신으로 남부맹방의 지지자였다. 부스의 공범은 루이스 파월(Lewis Powell)과 데이빗 헤럴드(David Herold)로 그들에게 국무부 장관 윌리엄 수어드의 암살도 명령했다. 부스의 목적은 링컨, 수어드, 부통령 앤드류 존슨을 암살하여 워싱턴을 혼란에 빠뜨리고, 미국 정부(북부 연방)를 전복하고자 하는 것이었다. 부스는 링컨 암살에 성공했지만, 정부 흔들기는 그의 예상을 빗나갔다. 수어드는 부상당했지만 생명을 건졌고, 존슨의 암살을 명령받았던 조지 애체롯은 암살을 단행할 담력이 없었고, 아무것도 하지 못한 채 워싱턴을 떠났다.

## 최초의 계획

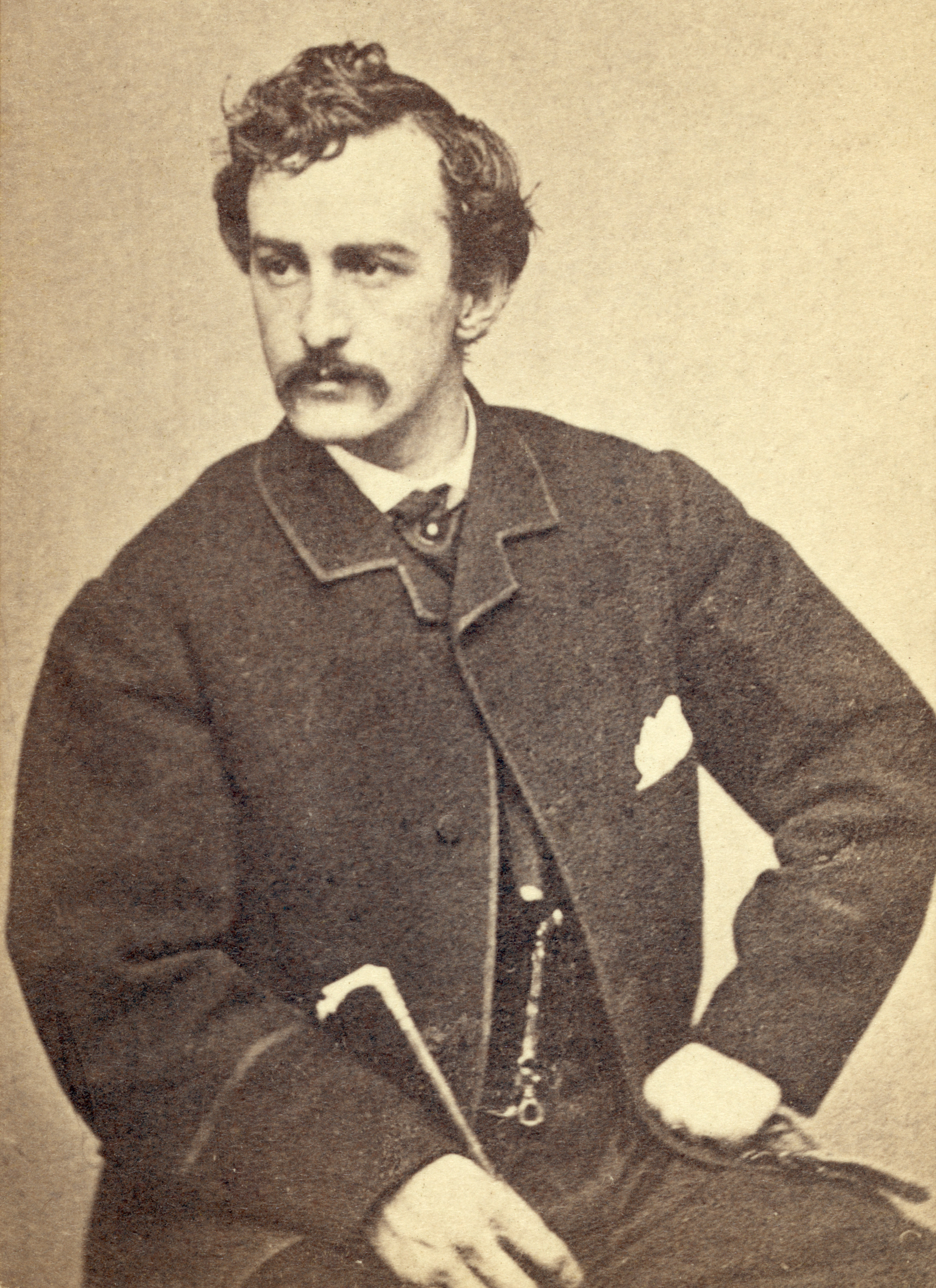
암살범, 존 윌크스 부스

부스는 원래 링컨을 납치해 남부로 옮기고, 북군 정부의 포로수용소에 억류되어있는 남군 포로를 해방시켜 달라고 협박할 작정이었다. 부스는 이 계획을 위해 동지를 모았다. 이렇게 모인 사람들이 새뮤얼 아놀드, 조지 애체롯, 데이빗 헤럴드, 마이클 오래플린, 루이스 파월, 존 수랏 등이었다. 그 무렵 수랏의 어머니 매리 수랏(Mary Surratt)은 메릴랜드 수랏츠빌(Surrattsville)에 있던 하숙집을 나와서 워싱턴에 거주지를 옮기고 있었다. 워싱턴 수랏의 집을 부스가 자주 방문하면서 매리 수랏은 부스에게 아지트를 제공하기 위해 워싱턴으로 옮겼다고 성토하게 된다.
1860년 말, 부스는 볼티모어에서 친남부맹방 단체 ‘골든 서클 기사단’(Knights of the Golden Circle, KGC) 활동을 시작하였다.
1865년 3월 4일에 열린 링컨 대통령의 두 번째 임기 취임식에 부스도 게스트로 참가했다. 부스가 참가할 수 있었던 것은 연인 루시 헤일 덕분이었다. (루시의 아버지 존 헤일은 이후 스페인 공사가 된 인물이었다). 부스는 이후 “그 취임식 날이라면, 링컨을 죽일 수 있었다”고 회상하고 있었다.
1865년 3월 17일, 부스는 동료들에게 링컨이 캠벨 육군 병원에서 톰 테일러의 연극 《고요한 물이 깊이 흐른다》(Still Waters Run Deep)를 감상할 예정임을 알렸다. 부스는 동료와 함께 워싱턴 외곽에 있는 식당에서 기다리고 있다가 병원에서 돌아가는 링컨을 매복을 하여 납치하려 했다. 그러나 링컨은 병원으로 가지 않고, ‘내셔널 호텔’(National Hotel)에서 제142 인디애나 연대가 획득한 남군의 군기를 주지사 올리버 모튼에게 수여하는 행사에 참여하여 연설을 했다. 아이러니하게도 그곳은 부스 일행이 묵고 있던 호텔이었다.
그러는 동안, 남부군은 괴멸 직전이었다. 1865년 4월 3일 남군의 수도인 버지니아의 리치몬드가 함락되었다. 4월 9일에는 남군의 주력군인 로버트 E. 리 장군이 이끄는 북버지니아 군이 애퍼매턱스 코트 하우스에서 북군 소속의 포토맥 군에게 항복했고, 그 시점에서 이 전쟁은 사실상 끝이 났다. 남군 대통령인 제퍼슨 데이비스와 정부 관료들은 모두 도주를 했다. 많은 남부인들이 희망을 버리고 항복했음에도 불구하고, 부스는 그의 행위에 대한 믿음을 지속했다.
4월 11일, 리의 군대가 그랜트 장군에게 항복한 이틀 후, 부스는 노예들에게 공민권을 부여하자는 생각을 지지하는 링컨의 백악관 연설에 참석했다. 격하게 분노한 부스는 암살을 결심하고, 다음과 같은 말을 했다.
| “ | 그것은 깜둥이 시민을 의미한다. 이제는 신에게 맹세코, 그를 끝장내고 말리라. 이것이 그가 한 마지막 연설이 될 것이다. | ” |

## 암살

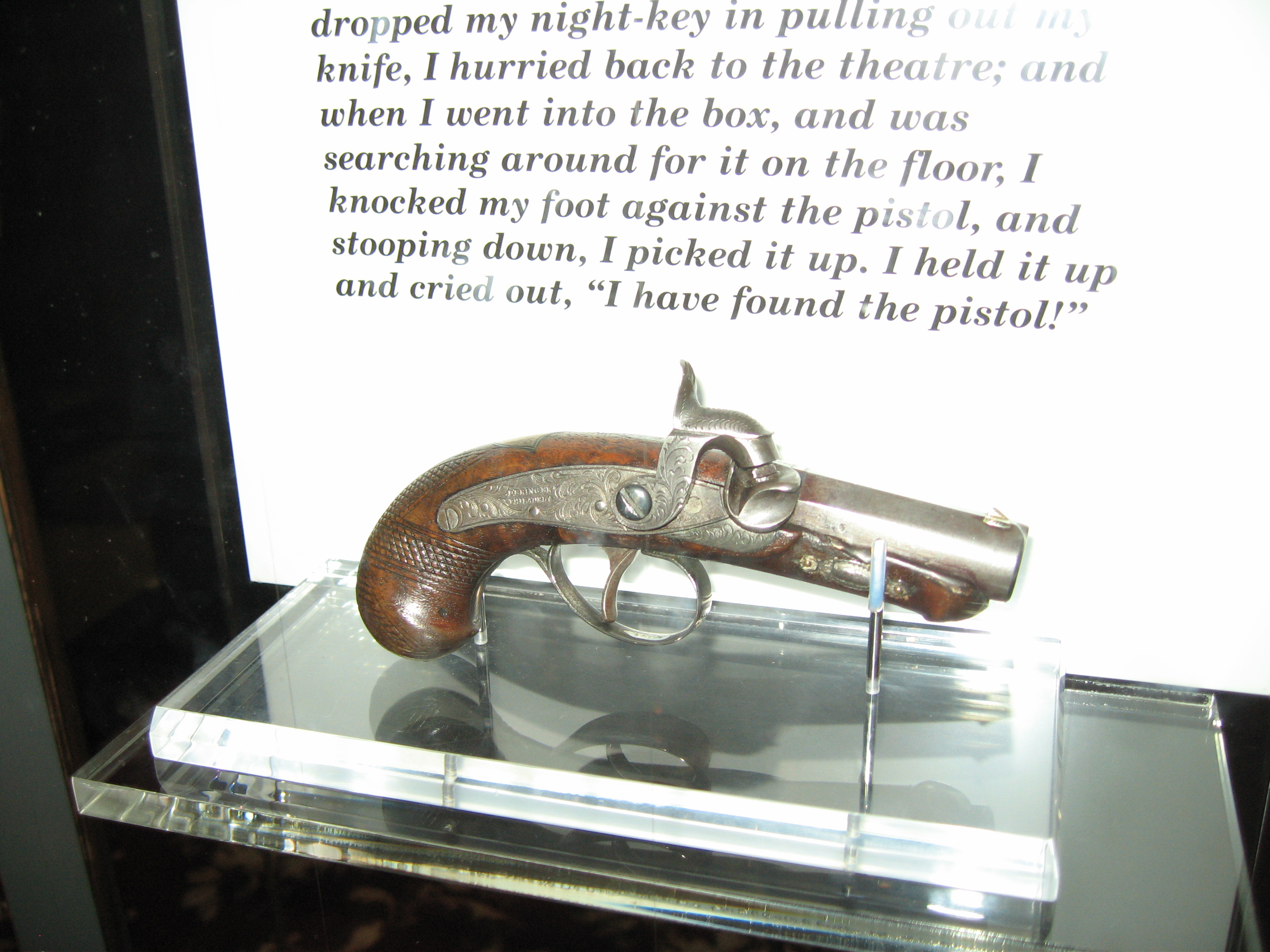
링컨을 암살할 때 사용되었던 데린저, 현재는 포드 극장 국립 사적지에 장식되어 있다.

### 사전 모의
부스가 링컨 납치 계획을 포기했을 무렵, 남부맹방은 이미 붕괴 직전이었다. 동부의 주력이었던 북버지니아 군은 이미 항복했고, 서부에서는 조셉 존스턴 장군이 이끄는 테네시 군이 아직 존재하고 있었지만 윌리엄 셔먼 장군이 이끄는 북군에게 맹추격을 받고 있었다. 그렇게 전선에서 남군의 패색은 짙어졌고 많은 남부 사람들이 희망을 잃고 있었지만, 부스는 아직도 남부는 지속할 수 있다고 믿어 의심치 않으며, 그 결의를 일기에 적고 있었다. 부스는 링컨과 부통령 앤드류 존슨, 국무부 장관 윌리엄 H. 수어드의 암살에 성공하면 미합중국 정부는 혼란에 빠질 것이고, 그렇게 되면 다시 남부맹방이 주도권을 잡을 수 있다고 생각했던 것이다.
애체롯 자신은 암살에 가담하고 싶지 않아서 납치에 동참한 것이라고 말했지만, 부스는 애체롯에게 이제는 늦었다고 말했다. 그러나 부스도 애체롯이 암살을 수행하기 힘들다고 보았고, 포드 극장으로 향하는 도중의 부통령 존슨의 저택 앞에서 애체롯를 내려주고는 메모를 작성하여 부통령에게 전달하도록 명령했다. 메모에는 “방해할 생각은 없습니다. 댁에 계십니까?”라고 쓰여져 있었다. 이 메모의 의미를 둘러싸고 다양한 추측이 있었지만, 가장 정확도가 높다고 여겨지는 설은 부스가 애체롯에게 암살은 무리라고 보고 나중에 존슨도 공범이었던 것처럼 보이게 하는 공작을 했다는 것이다. 부스는 이어 파월에게 수어드를 암살하도록 파견하고, 해럴드는 수어드의 안내를 시켜 대기시켰다.

### 암살 당일
4월 14일, 부스의 아침은 자정의 손놀림으로 시작되었다. 내셔널 호텔의 침대에 누워 그는 모친에게 모든 것이 순조롭지만, 서두르고 있다고 편지를 섰다. 그의 일기에서, “우리의 원동력은 거의 상실되었으며, 뭔가 단호하고, 거대한 것이 실행되어야 한다.”고 적고 있다.
링컨의 하루는 상쾌하게 시작되었다. 휴 맥클로치 신임 재무부 장관이 그날 아침 “나는 대통령이 그렇게 활기차고, 행복한 것을 본 적이 없다”고 발언을 할 정도였다. 모두가 그러한 변화를 알아챌 정도였다. 여러 달 동안, 대통령은 창백했고, 초췌해 있었다. 링컨 자신도 사람들에게 정말로 행복하다고 말했다. 이러한 그의 변화는 영부인 매리 토드 링컨에게 여러 가지 걱정을 끼쳤다. 왜냐하면 링컨이 그렇게 대놓고 말한다면, 불운을 가져온다고 믿고 있었기 때문이다. 링컨은 그녀의 충고에 귀를 기울이지 않았다. 당일 그는 각료들을 만난 후 부통령 앤드류 존슨과 짧은 회의를 했다. 이것은 6주전 부통령 취임식 선서 이후 둘 사이의 최초의 회의였다.
정오에 포드 극장에서 편지를 가져가는 동안(부스는 그곳에 영구 사서함이 있었다), 부스는 극장주인 존 포드의 형제로부터 그날 밤 대통령과 그랜트 장군이 우리 미국인 사촌을 보기 위해 방문한다는 사실을 듣게 되었다. 부스는 이번 기회가 뭔가 ‘단호한’ 것을 이룰 수 있는 완벽한 기회라고 생각했다. 그는 여러 번 사전조사를 끝냈기 때문에 극장의 지리를 파악했다.
같은 날 오후, 부스는 워싱턴 D.C.에 있는 매리 수랏트의 하숙집으로 가서, 메릴랜드 수랏츠빌에 있는 그녀의 술집에 소포를 전달해 달라고 요청했다. 그리고 수라트에게 그곳의 세입자에게 미리 술집에 준비해 두었던 총과 탄환을 그날 저녁에 가져갈 수 있도록 준비해 달라고 부탁했다. 엄마를 지녀의 하숙생이자 아들의 친구인 루이스 J. 위츠만과 함께 길을 떠났다. 이러한 그녀의 결정은 3개월 후 그녀의 처형으로 직결되었다.
그날 밤 저녁 7시, 존 윌크스 부스는 마지막으로 공범들과 최후의 모임을 가졌다. 부스는 루이스 파월에게 윌리엄 H. 수어드 국무부 장관을 저택에서 암살하라고 할당하고, 조지 애체롯에게는 부통령 앤드류 존슨을 저택에서, 그리고 데이빗 E. 헤롤드에게는 파월을 수어드의 집으로 안내하고, 워싱턴을 빠져나와 메릴랜드에서 부스를 만나기로 임무를 주었다. 부스는 포드 극장에서 링컨을 데링거 단발총으로 암살하고, 그랜트를 칼로 살해할 계획이었다. 이러한 계획들은 밤 10시의 종이 울린 직후 동시다발적으로 진행시킬 예정이었다. 애체롯은 살해가 아니라, 단지 납치계획에만 서명했다고 발뺌을 했지만, 부스는 그에게 이미 되돌리기엔 너무 멀리 와 있다고 말했다.

### 암살 실행

링컨이 암살당한 포드 극장의 대통령석

부스가 들은 정보와는 달리, 그랜트 장군 부부는 연극 관람 초대에 응하지 않았다. 영부인과 그랜트 부인은 사이가 좋지 않았기 때문이었다. 링컨 부부는 남북 전쟁에 의한 공적인 스트레스와 1862년에 아들이 죽은 것으로 인한 사적인 스트레스를 안고 있었다. 극을 보고 정신적으로 긴장을 풀고 싶었던 링컨 부부는 여러 사람들을 초대했지만, 모두 거절했고 결국 헨리 래스본 소령과 그의 약혼녀 클라라 해리스(뉴욕 상원의원 이라 해리스의 딸)만 초대를 수락하였다.
부스나 공범인 마이클 오래플린이 그랜트 부부를 따라 그날 오후 늦게까지 유니언 역을 따라가서는 그날 밤 그랜트가 참석하지 않을 것이라는 것을 알게되었음을 시사하는 증거가 있다. 확실히 오래플린은 그랜트를 암살하기 위해 그랜트 부부가 탑승한 필라델피아행 기차를 탔다. 그날 저녁 의문의 습격사건이 발생했다. 그러나 그랜트 부부가 탑승한 개인차가 잠겨져 있었고, 짐꾼에 둘러쌓여 있었기 때문에, 저격은 실패로 돌아갔다.
링컨 일행은 늦게 도착하여, 대통령석에 자리를 잡았다. 그곳은 2개의 벽으로 막힌 코너석의 벽을 없애 하나로 만들어 놓은 곳이었다. 포드 극장에서는 미국 최고의 비극 배우로 평가받고 있는 에드윈 부스가 연기하는 《우리 미국인 사촌》이 공연되고 있었다. 연극이 잠시 중단되고, 오케스트라가 대통령 공식 환영곡인 ‘헤일 투 치프’(Hail to the Chief)를 연주했고, 관객은 대통령에게 열렬한 박수를 보냈다. 포드 극장은 1,700명의 관객으로 꽉 채워진 상태였다. 영부인은 손을 잡고 있는 대통령에게 속삭였다. “그렇게 잡고 있으면 해리스 양이 어떻게 생각하겠어요?”, “아무 생각없겠지!”라고 대통령은 답했다. 그 말이 링컨 대통령이 한 최후의 단어가 되었고, 그때가 밤 10시 15분이었다.
이 대통령 관람석은 원래 존 프레드릭 파커라는 경찰관 한 명이 지키기로 되어 있었다. 그러나 이것은 경비원으로는 결단코 의심스런 선택이었다. 막간을 이용하여 파커는 링컨의 하인과 마부를 데리고 근처의 술집에 들렀다. 그가 극장으로 돌아왔는 지에 대해서는 확실하지는 않지만, 부스가 대통령석에 침입했을 때 그는 확실히 자리를 지키고 있지 않았다. 그럼에도 불구하고, 비록 경찰관 한 명이 참석하고 있었다고 할지라도, 존 윌크스 부스와 같은 정상급 배우가 대통령석에 입장하는 것을 거부했는지에 대해서는 의문이 남았다. 부스의 유명인사 지위가 그의 접근 허용을 보증하지 않는다는 것을 의미한다. 4월 14일 몬토크 호를 방문할 때 탑승하고 있었던 해군 외과의 찰스 브레이너드 토드 박사도 그날 저녁 포드 극장에 참석하고 있었고, 그가 목격한 광경을 다음과 같이 설명하였다.
| “ | 밤 10시 25분경, 경찰관 한 명이 들어와서는 천천히 대통령석으로 걸어들어갔으며, 나는 그 사람이 하는 말을 들었다. "저기 부스가 있군!" 그래서 나는 고개를 돌려서 그를 바라보았다. 그는 여전히 천천히 걷고 있었고, 멈췄을 때 대통령 관람석 문 가까이에 접근했다. 그리고는 주머니에서 카드를 꺼내서 그 위로 뭔가를 적고 있었다. 그리고 수위에게 줘서 우편함에 넣게했다. 잠시 후 문이 열리고 그는 걸어들어 갔다. | ” |

대통령석으로 통하는 첫 번째 문에 접근을 하자마자, 부스는 안에서 나무 지팡이로 잠금열쇠를 걸고, 문과 벽사이의 동정을 살폈다. 그리고 돌아서서는 두 번째 문에 뚫어놓은 작은 틈을 통해 안을 엿보았다.

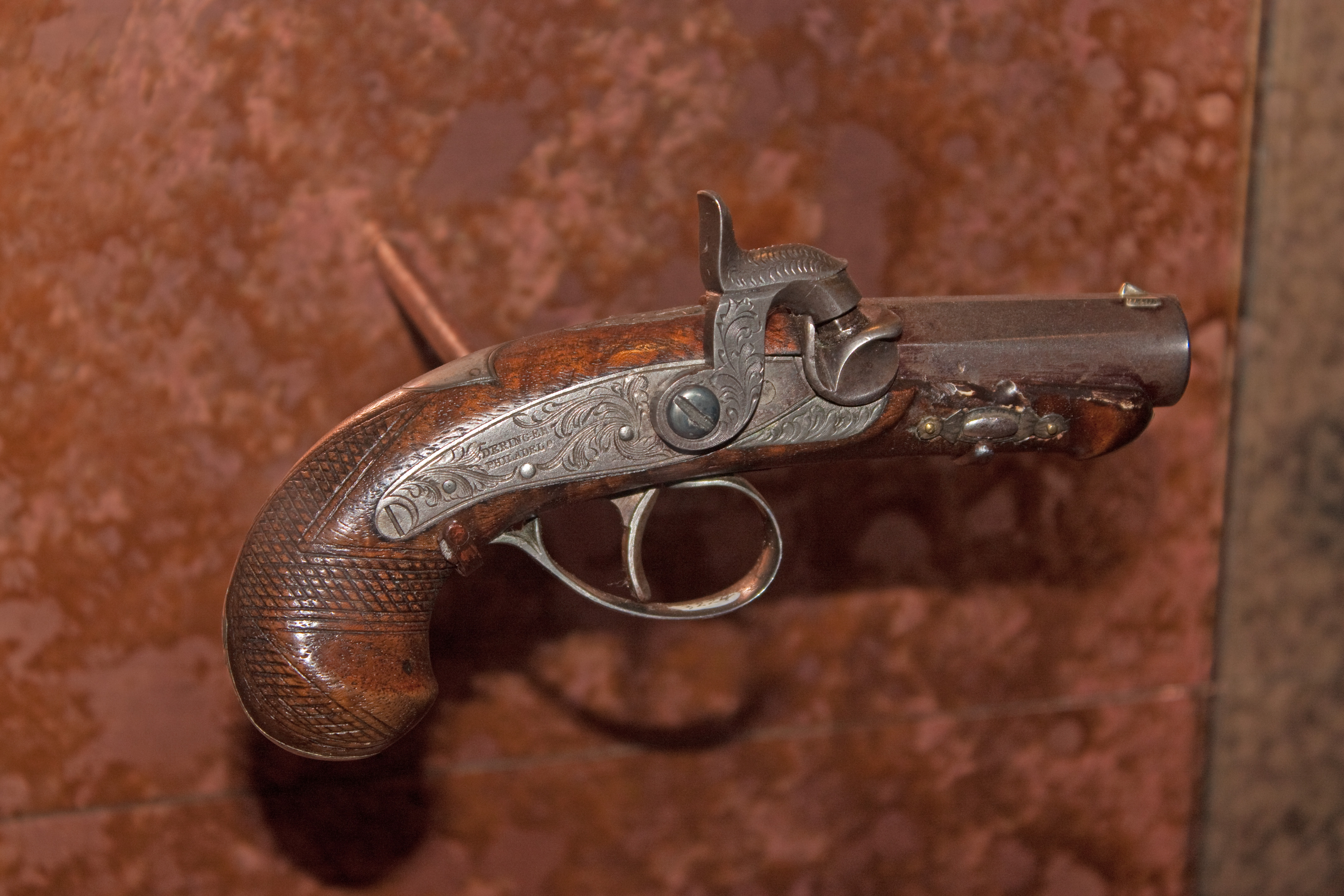
포드 극장 내부에 전시되어 있는 필라델피아 데린저 권총, 이 총에 링컨이 암살당했다.

링컨은 앞으로 기대어, 누군가를 알아본 것처럼 관객석의 왼쪽으로 내려다보고 있었다. 이제 3막, 2장이 시작되고 있었다. 비록 연극 자체를 보고 있지는 않았지만, 부스는 그 연극을 외우고 있었다. 그리하여 배우인 해리 호크(사촌 아사 트렌차드 역을 연기하는)가 가장 재미있는 대사로 여겨지는 독백을 하러 혼자서 무대에 올라오는 순간을 기다리고 있었다. 부스는 관중들의 열광적인 박수소리에 총소리를 이용할 수 있기를 바랐다. 무대에서 아사(호크)는 최근에 떠나간 마운트체스팅턴 부인에 응답을 독백을 하였다. “상류사회의 매너를 몰랐나요? 글쎄요, 그는 당신의 오래된 내면을 끄집어 낼만큼 충분히 알았다고 생각되는데요. 노부인. 이 교활한 할망구야!” 관객들로부터 웃음이 터져나왔고, 부스는 문을 열고, 앞으로 기어가서 대통령의 뒷머리를 탄도거리에서 저격했다. 링컨은 즉각 팔걸이 의자에 꼬꾸라졌고 치명상을 입었다. 영부인 매리가 손을 뻗어 그를 잡았고, 무슨 일이 일어났는 지를 알았을 때 비명을 질렀다.

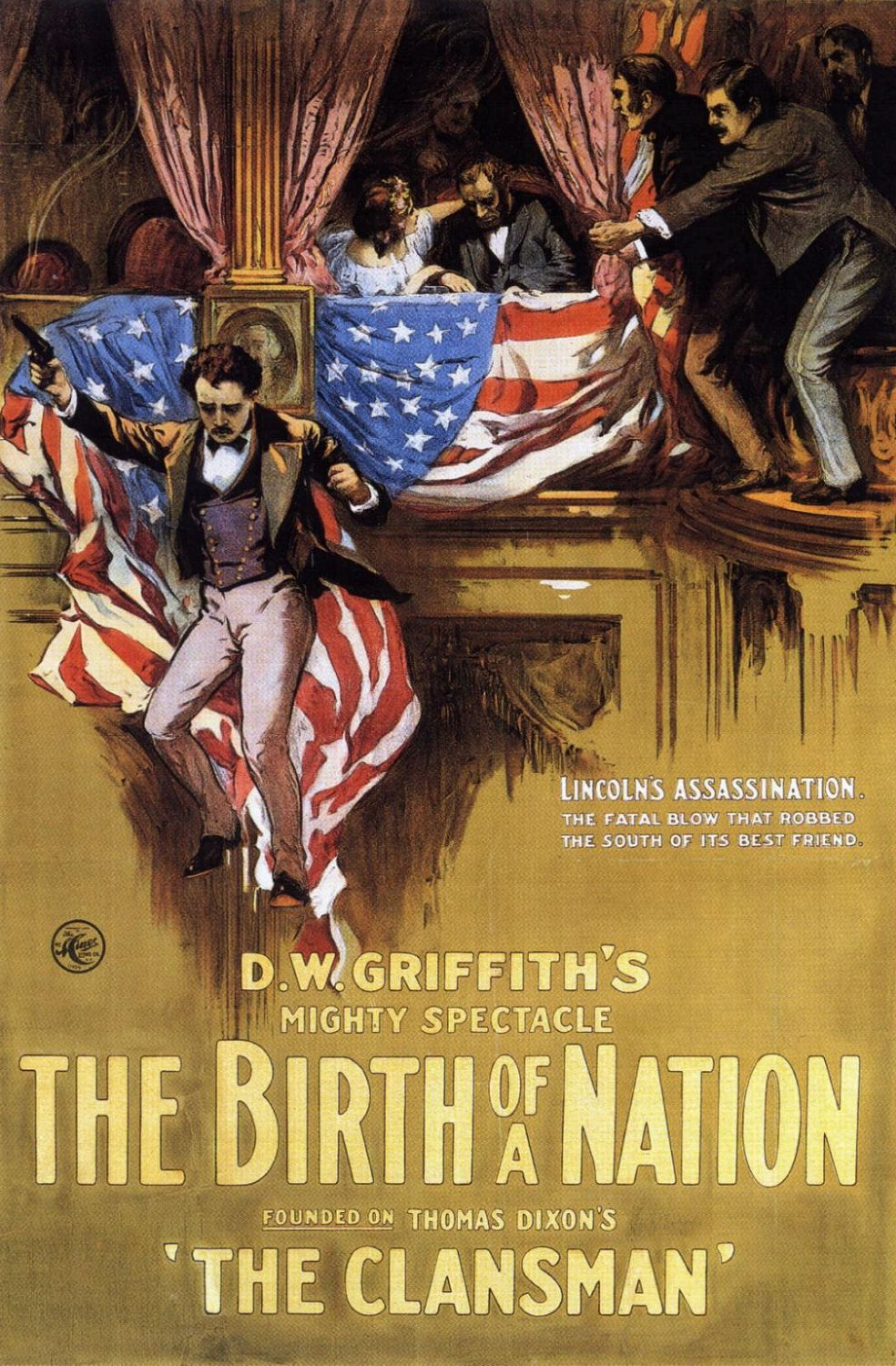
링컨을 죽이고 뛰어내리는 부스를 묘사한 《국가의 탄생》 포스터.

총소리를 듣자마자, 래스본은 재빨리 그의 자리에서 벌떡 일어나 부스가 도주하려고 하는 것을 막으려고 했다. 부스는 권총을 던져버리고, 칼을 꺼내들어 왼팔을 격하게 찔렀다. 래스본은 재빨리 자세를 바로 잡고, 대통령석 난간에서 뛰어내릴 준비를 하고 있는 부스를 붙잡으려 했다. 부스는 다시 래스본의 가슴을 찌르고는 대통령석 난간에서 무대 아래로 뛰어내렸다. 부상을 입었음에도 불구하고 연극의 일부인양 무대를 가로질러 갔다. 그리고 피묻은 칼을 머리 위로 꺼내보이며, 다음과 같이 외쳤다. “시크 셈페르 타라니스!(Sic semper tyrannis)” 이 말은 버지니아주의 모토이기도 했으며, "영원한 폭군이여!"라는 라틴어이며, "남부는 복수했다"를 뜻하는 말이었다.
매리 링컨과 클라라 해리스는 비명을 질렀으며, 래스본의 "저 놈 잡아!"라는 외침은 관객들에게 부스의 행동이 쇼가 아님을 자각하게 했으며, 곧 대혼란이 발생했다. 부스는 래스본이 소리치는 순간 무대를 가로질러 누군가가 오기도 전에 도주를 감행했다. 그는 바깥 옆 문에 대기시켜 놓은 말을 향해 달려나갔다. 무슨 일이 일어났는 지 알아챈 관객 중 일부가 그를 쫓아갔지만, 잡지는 못했다. 부스는 말을 잡고 있던 피너츠 버로우즈의 이마를 칼손잡이로 가격하고, 말에 뛰어 올라서 버로우즈의 가슴을 세게 차고는 어둠 속으로 사라졌다.
국무장관은 암살을 면했지만 링컨은 다음날 아침 7시 조금 넘어 죽었다. 12일 뒤 연방군이 라파하노크 강 바로 남쪽에 있는 버지니아의 한 농장 담배창고에 부스라는 사람이 숨어 있다는 정보를 입수하고 그곳으로 출동했다. 창고에 불을 지른 뒤 그 남자의 시체를 발견했는데 자살을 했는지 병사의 총에 맞아 죽었는지는 분명치 않다. 시체는 워싱턴으로 운반되었으며 친지들이 신원을 확인했다. 그러나 시체가 너무 심하게 훼손되어 신원을 분명히 밝히지 못했기 때문에 부스인지 의심하는 사람도 있었다. 부스가 아닌 다른 사람이나 조직이 암살계획을 꾸몄을 것이라는 소문도 분분했지만 사실로 확인된 것은 없다.

## 링컨 대통령의 죽음

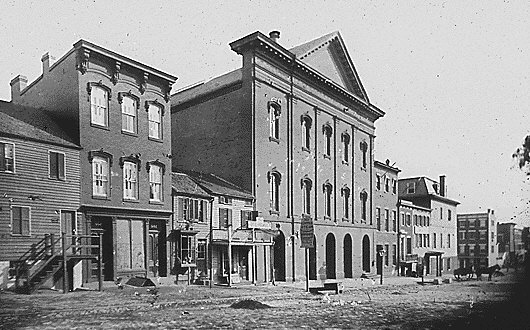
1865년 포드 극장

찰스 릴은 외과 군의관으로 그날 밤 당직이 없어서, 그 연극을 관람하고 있다가 그 광경을 목격했다. 그는 부스가 관객들에게 연기를 할 때, 부스의 칼에 피가 묻어 있는 것을 보고서 사람들을 가로 질러 대통령 관람석 뒷문으로 들어갔다. 문은 열리지 않았고, 마침내 래스본은 문에 새겨진 자국과 문이 안 열리도록 빗장이 채워진 것을 보았다. 래스본은 릴에게 소리쳤고, 래스본에게 빗장을 제거해서 문을 열도록 했다.

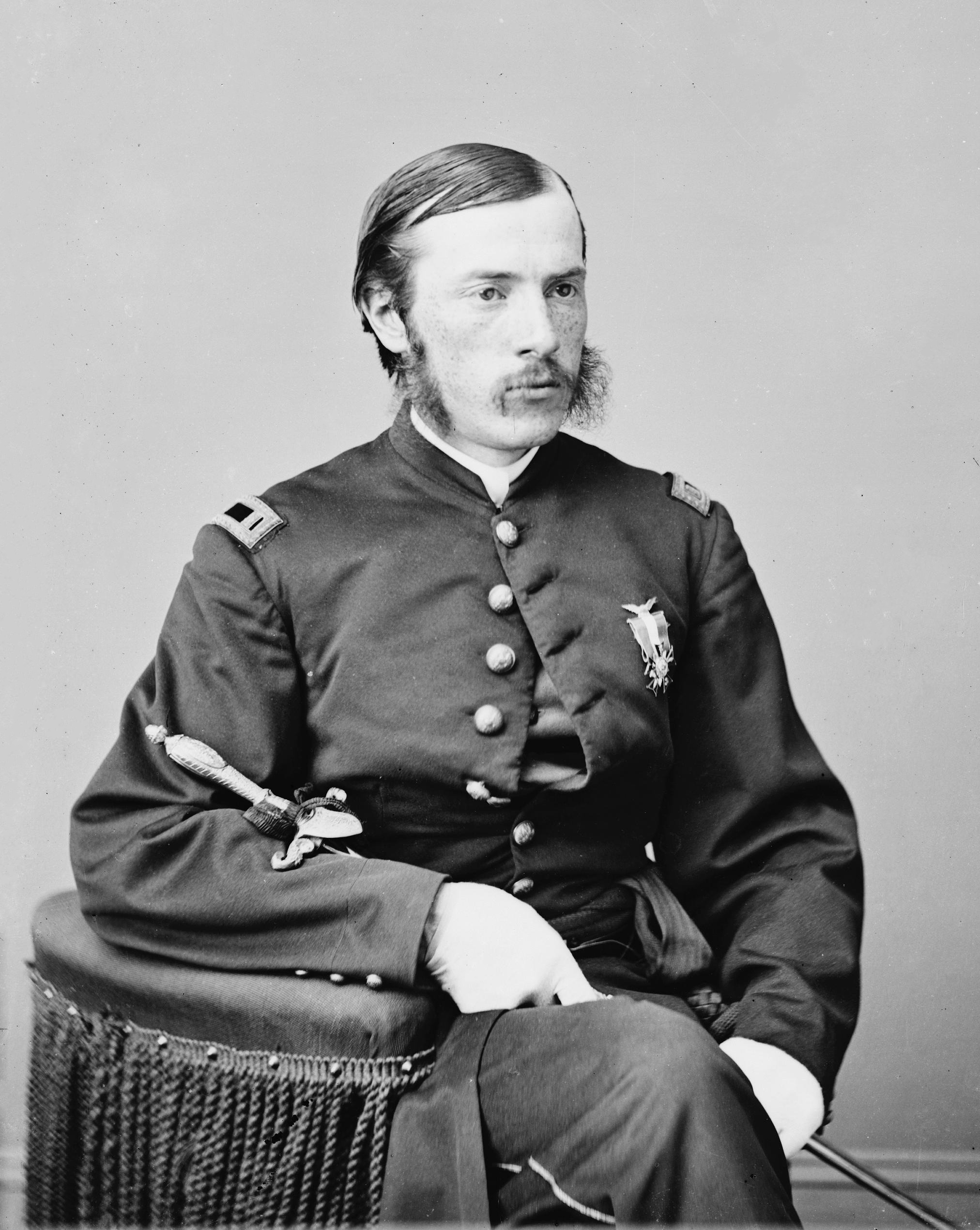
찰스 릴

릴이 박스에 들어서자 가슴과 팔의 자상으로 깊게 찔려 왼쪽 팔위로 피를 심하게 흘리는 래스본을 발견했다. 그럼에도 불구하고, 그는 래스본을 지나쳐 의자에 쓰러져, 흐느끼면서, 어쩔 줄 모르는 매리에게 안겨 있는 링컨 대통령을 찾아 앞으로 나갔다. 릴은 링컨이 마비되어, 좀처럼 숨을 쉬지 못하는 것을 발견했다. 릴은 링컨 대통령이 어깨에 칼을 찔렸다고 생각하고서는 바닥에 눕혔다. 관객석에서 두 번째 의사인, 찰스 새빈 태프트가 무대에서 통째로 들어올려져 난간을 타고, 박스로 들어왔다.
토드도 당시 관중석에 자리를 잡고 있었는데 다음과 같이 말했다.
| “ | 나는 박스로 들어가려고 했지만, 그럴 수가 없었다. 그때 “대통령이 암살당했다”라는 외침이 커졌다. 나는 그러한 광경을 전에 본 적이 없었다. | ” |

태프트와 릴은 링컨의 피묻은 칼라를 도려내고, 셔츠를 벗겼다. 릴은 손으로 더듬어 왼쪽 귀 바로 옆의 머리 뒤쪽에 총탄 자국을 발견했다. 릴은 총탄을 제거하려고 했지만, 총탄이 너무 머리 깊은 곳에 박혀 있어서, 대신 상처에서 핏덩어리를 제거했다. 결과적으로 링컨의 호흡이 나아졌다. 릴은 얼마간 피를 계속 흘려보낸다면 링컨이 여전히 호흡을 할 수 있을 것이라는 것을 알았다. 그때 릴은 총알이 링컨의 두개골로 들어가 두개골 부분을 심하게 골절시킨 것을 알게되었으며, 뇌의 왼쪽에서 파고들어 머리의 반대편인 오른쪽 눈 부위에 박혀 있음을 알게 되었다. 릴은 마침내 어쩔 도리가 없다고 알렸다. “치명상입니다. 회복불능이예요.”
토드는 암살 소식이 거리에 피지자, “군인, 선인, 경찰 너나할 것 없이 사방으로 찾았지만, 범인은 사라진 뒤였다. 어떤 장군은 나에게 쪽지를 건네 가장 가까운 전신국으로 가서 전국에 알리게 했다고 보도했다. 다는 전속력으로 달려가서, 10분이 지나서 그 슬픈 뉴스는 전국에 도달했다”고 보고했다.

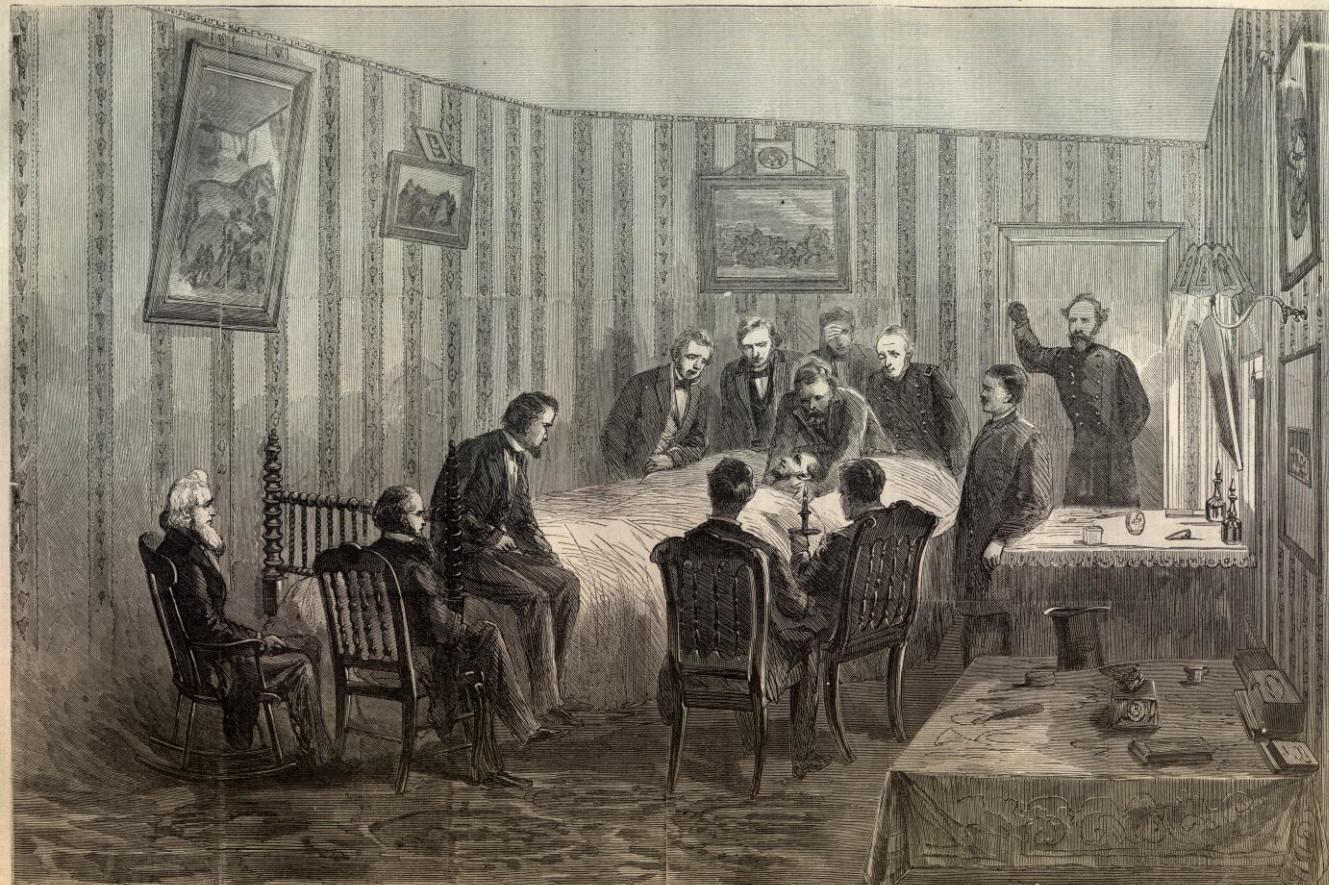
침대에 누워 죽은 링컨 대통령
(하퍼스 위클리, 1865년 5월 6일자)

릴과 태프트 그리고 관중석에서 찾아 온 또 다른 의사 앨버트 킹은 재빨리 상의를 하고 이동시켜야 하지만, 덜컹거리는 마차를 타고, 타운에서 백악관까지 가는 것은 불가능하다는 결론을 내렸다. 옆 건물에 있는 피터 탈타불의 스타 살롱을 짧게 고려한 후에, 그들은 길 건너 편에서 옮길 집을 찾아보기로 했다. 이 세 사람의 의사와 관객으로 와 있던 군인 몇 명이 대통령을 포드 극장의 정문으로 운반하여 이동시켰다. 길 건너 편에 한 남성이 등불을 들고서, 외치고 있었다. “이쪽이요! 여기로 데려오세요!”그 사람은 포드 극장 맞은 편에 윌리엄 피터슨의 하숙집에 하숙을 하고 있던 헨리 새포드였으며, 거리의 소요에 놀란 사람이었다. 여러 사람이 링컨을 하숙집으로 운반해 왔으며, 1층의 침실로 데려가 침대가 작아서 꼭 맞지 않았기 때문에 그를 대각선으로 눕혔다.
피터슨 하우스에서 경계가 시작되었다. 미합중국 군의관 장군에 의해 조셉 K. 반즈, 찰스 헨리 크레인, 앤더슨 루핀 애벗과 로버트 K. 스톤 3명의 내과 의사들이 합류했다. 크레인은 소령으로 반즈의 조수였다. 스톤은 링컨의 개인 의사였다. 그로버 극장에서 《알라딘과 요술 램프》를 보고 있던 넷째 아들 토드 링컨은 연극 관람 도중 링컨 대통령의 암살 소식을 전하기 위해 연극이 중단되었을 때 극장에 있었지만, 피터슨 하우스에 입장이 허용되지 않았다.
해군 장관 기드온 웰즈와 전쟁부 장관 에드윈 M. 스탠턴이 와서 그 장면을 지켜보았다. 매리 링컨은 암살의 경험에 어쩔 줄 몰라 정신을 놓고 있었고, 스탠턴은 "저 여자 좀 데리고 나가서 다시는 못들어 오게 해!"라고 소리치며 그녀를 방에서 내보내라고 명령했다. 매리 링컨이 앞 객실에 흐느껴 울고 있는 동안, 스탠턴은 뒷 방에서 일을 시작했다. 몇 시간동안 정부를 효율적으로 운영하면서 전보를 주고받고, 목격자들로부터 보고서를 작성하고, 부스를 추적하라는 명령을 내렸다.
1865년 4월 15일 아침 7:22에 결국 링컨은 뇌에 입은 총상으로 사망을 했다. 그의 나이 56세였으며, 매리 링컨과 자식들은 임종을 지켜보지도 못했다. 침대 주위를 지키고 있던 사람들은 무릎을 꿇고 기도를 했다. 기도가 끝나자, 스탠턴이 성명을 발표했다. 성명의 정확한 내용에 대해서는 역사학자마다 이견이 있었지만, 모두 동의를 하는 부분은 "이제 그분은 ...에 속하게 되었으며..."로 시작하여 어떤 학자들은 ages로 끝났다고 주장하고, 다른 학자는 angels로 끝났다고 한다. 링컨의 유해가 치워진 직후 군 의학 삽화가 허만 페이버가 방으로 와서 문서로 그 장면을 남길 수 있었다.
비록 일부 전문가들은 동의를 하지 않지만, 그 당시에 비해 릴 박사의 치료는 훌륭했다고 여긴다. 그는 장례식동안 여러 가지 다양한 일에 참여함으로써 대통령을 구하려 했던 그의 노력이 인정받고 있다.

## 윌리엄 수어드 장관을 습격하는 파월

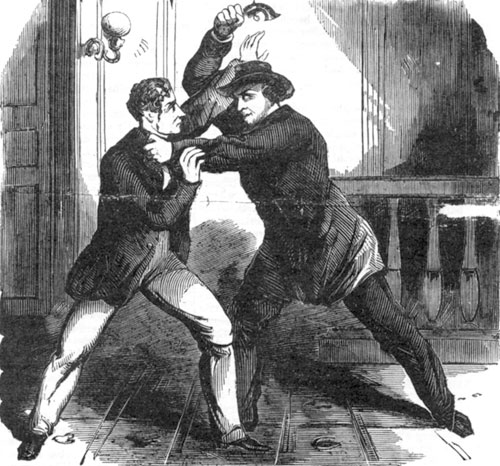
프레드릭 W. 수어드를 기습하는 루위스 파월

부스는 루위스 파월에게 국무부 장관 윌리엄 H. 수어드를 암살하라고 맡겼다. 4월 5일, 수어드는 마차에서 떨어져 골절에, 턱뼈가 두 군데 부러지고, 오른팔이 부러졌다. 의사는 턱을 고치기 위해 턱부목으로 임시처방했다(흔히 목 부목으로 잘못 알려져 있다). 암살이 일어나던 저녁에, 그는 여전히 백악관에서 그리 멀지 않은 라파예트 공원 내 워싱턴의 집에서 꼼짝 못하고 있었다. 헤롤드는 파월을 수어드의 집으로 안내했다. 파월은 1858년형 휘트니 리볼버를 휴대하고 있었으며, 이것은 크고, 무거우며, 남북전쟁 동안 인기있었던 총이었다. 게다가 그는 은손잡이로 된 보위 나이프도 챙겨왔다.
파월은 밤 10시 약간 지난 시간에 그 집의 정문에 노크를 했다. 수어드의 집사인 윌리엄 벨이 나가 맞이했다. 파월은 벨에게 담당의사 버디 박사님이 준 약을 가져왔으며, 직접 전달해서 약을 어떻게 먹어야 할 지 가르쳐 준다고 말했다. 집으로 들어오자마자 파월은 그의 역할을 장황한 설명을 하며 수어드가 있는 3층 침실로 바로 올라가기 시작했다. 계단 꼭대기에서 그는 수어드의 아들이자 차관보인 프레드릭 W. 수어드에 의해 제지를 당했다. 파월은 윌리엄에게 했던 똑같은 말을 했다. 프레드릭은 침입자를 의심하여, 부친이 자고 있다는 말을 했다. 그러자 파월은 그에게 칼을 꺼내 찔렀고, 집사인 윌리엄 버틀러는 도망가기 전에 살인자다! 살인자다!라고 외쳤다.

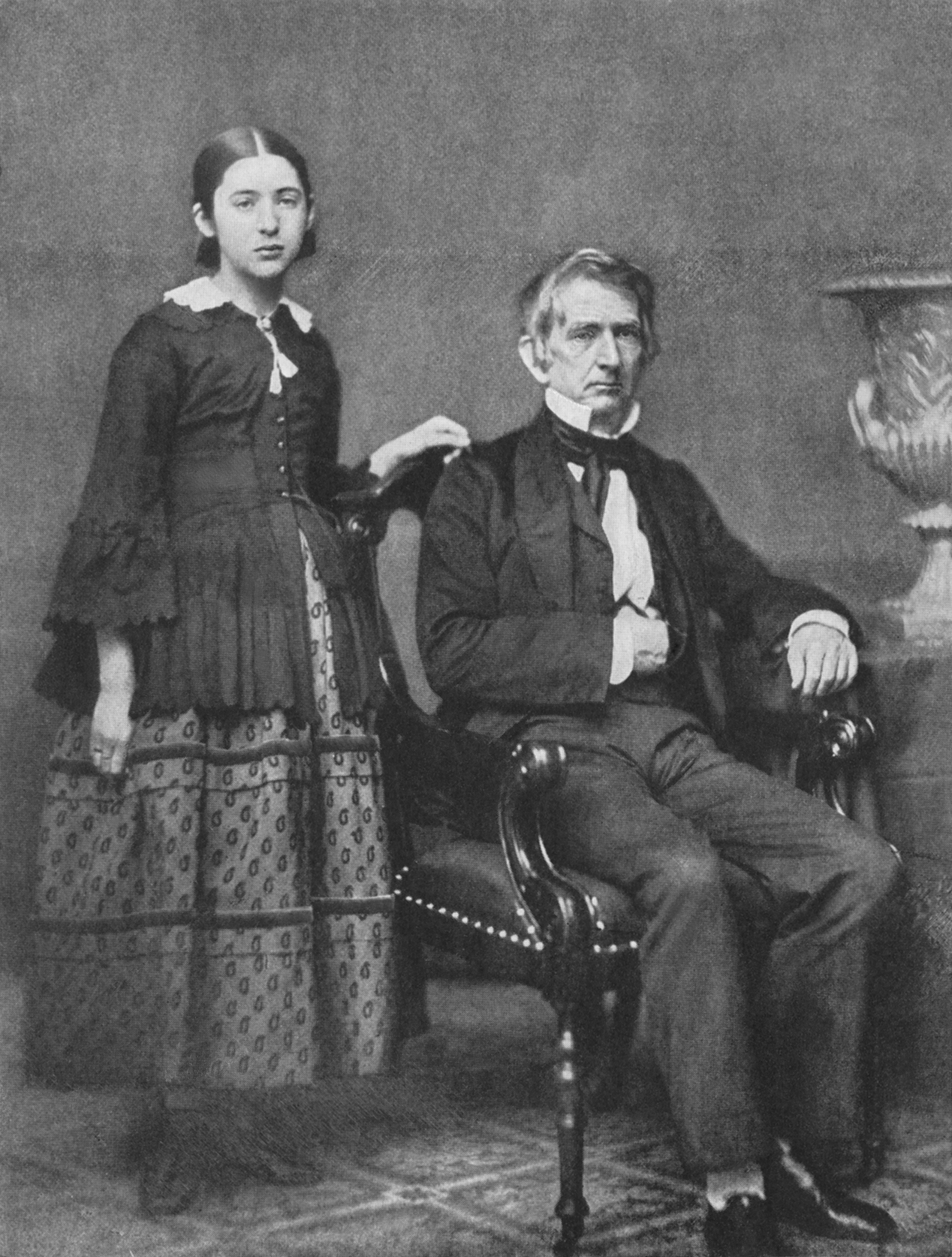
1861년 윌리엄과 파니 수어드

복도에서 목소리를 듣고, 수어드의 딸 파니는 수어드의 방으로 통하는 문을 열고 말했다. "프레드, 아빠가 지금 깨시잖니", 그리고 문을 닫았다. 그리하여 파월에게 수어드의 위치를 발각되게 되었다. 처음에는 놀라서 파월은 계단을 뒤돌아 내려가다가 권총을 꺼내 프레드릭의 이마를 겨냥했다. 방아쇠를 당겼지만 잘못 발사되었다. 다시 방아쇠를 당기는 대신 파월은 패닉을 공황에 빠뜨리고, 머리 부위를 권총으로 강타했다. 수어드는 계단에 굴러 떨어져 의식불명이 되었지만, 그의 총도 수리가 불가능게 파손되었다. 파니는 요란한 소리가 나는 것이 궁금해 하며 문 밖을 다시 내다보았다. 그녀는 동생이 피투성이에, 의식없이 마루에 쓰러져 있는 것을 보았고, 그녀를 향해 파월이 오고 있는 것을 보았다. 파월은 그녀를 한쪽으로 밀치고, 수워드의 침실로 달려가서, 얼굴과 목을 반복해서 찔렀다. 첫 번째 아래로 찌른 것은 엉뚱한 곳을 찔렀지만, 세 번째 찌른 것은 수어드의 뺨을 갈라놨다. 수어드의 턱보호대가 경정맥으로 파고드는 칼날을 막아주는 유일한 물건이었다.
로빈슨 병장과 수어드의 아들 어거스터스는 파월을 쫓아내려 했다. 어거스터스는 방에서 자고 있었지만, 파니의 공포에 질린 비명 소리를 듣고 깨어났다. 집 밖에서 데이빗 헤럴드도 파니의 비명 소리를 들었다. 그는 겁이 나서 수도의 탈출로에 대한 지식이 전혀 없는 파월을 내버려두고 도망쳤다. 파월이 가격한 힘으로 수어드 장관은 침대에서 내동댕이쳐져 파월이 닫지 않는 침실 뒤의 마루로 떨어졌다. 파월은 로빈슨과 어거스터스 그리고 파니와 싸웠으며 그들도 찔렀다.
어거스터스가 권총을 가지고 오자, 파월은 계단 아래로 내달려, 정문을 향해 달려갔다. 바로 그때 에머릭 한셀이라는 전령이 수어드에게 온 전보를 가지고 도착했다. 파월은 한셀의 등을 찔러 그를 바닥에 쓰러뜨렸고, 한셀은 평생 마비된 채 불구가 되었다. 밖으로 뛰쳐나가기 전에 파월은 소치쳤다. “나는 미쳤어! 내가 미쳤어!” 헤럴드가 남겨 둔 말을 나무에서 풀고는 혼자서 도주를 했다.

워싱턴 메트로폴리탄 경찰국 암살 일지 목록

파니는 울부짖었다. "세상에! 아빠가 돌아가셨어!" 로빈슨 병장은 장관을 바닥에서 들어 침대에 눕혔다. 수어드는 입에서 피를 뱉어내고는 말했다. “나 안 죽었다. 의사와 경찰을 보내고, 집 문을 닫아라” 수어드는 피로 범벅이 되어 있었지만, 어두운 방에서 파월의 거친 칼질은 그에게 치명상을 입히지 못했고, 결국은 회복했다. 그러나 그의 얼굴에는 영구히 흉터가 남게 되었다.

## 애체롯의 앤드류 존슨 암살 실패
부스는 조지 애체롯에게 워싱턴 쿼크우드 하우스에서 머물고 있는 부통령 앤드루 존슨의 암살을 할당했다. 애체롯은 부통령의 방으로 밤 10시 15분에 가서 그를 저격할 예정이었다. 4월 14일에 애체롯은 존슨이 머물고 있는 바로 윗방인 쿼크우드 126호실을 빌렸다. 그는 쿼크우드에 정해진 시간에 도착했고, 개인 총과 칼을 가지고 아래 층의 바로 내려왔다. 애체롯은 바텐터 마이클 헨리에게 부통령의 성격과 행동에 대해서 물었다. 호텔 살로에서 시간을 얼마간 보낸 뒤, 애체롯은 술에 취해서 워싱턴 거리를 배회하고 다녔다. 신경이 곤두선 채로 거는 거리에 그의 칼을 던져버렸다. 그는 새벽 2시경에 펠실베이니아 하우스 호텔로 길을 잡아서, 그곳에서 방을 하나 잡고는 잠에 빠졌다.
그날 일찍, 부스는 쿼크우드 하우스를 들러서, 존슨에게 다음과 같이 적힌 쪽지를 남진다.
| “ | 귀찮게 해서 죄송합니다만, 댁에 계신가요? | ” |
|   | — J. 윌크스 부스                         |   |

 그 카드는 그날 밤 존슨의 개인 비서인 윌리엄 브라우닝이 읽었다. 이 쪽지는 몇 년동안 다양하게 해석되어 왔다. 하나의 설은 부스가 애체롯이 존슨의 암살에 실패할까 두려워 했거나, 또는 애체롯이 암살을 할 용기가 없었을 때, 그 쪽지가 존슨이 음모에 가담했다는 것은 암시하기 위해 남겨 둔 것이라는 것이다. 또 다른 설은 부스가 실제로 존슨이 그날 밤, 쿼크우드에 머물 것인지 아닌지를 확인하기 위해 브라우닝과 실제로 접촉을 시고하고 있었다는 설이다.

## 도주와 검거

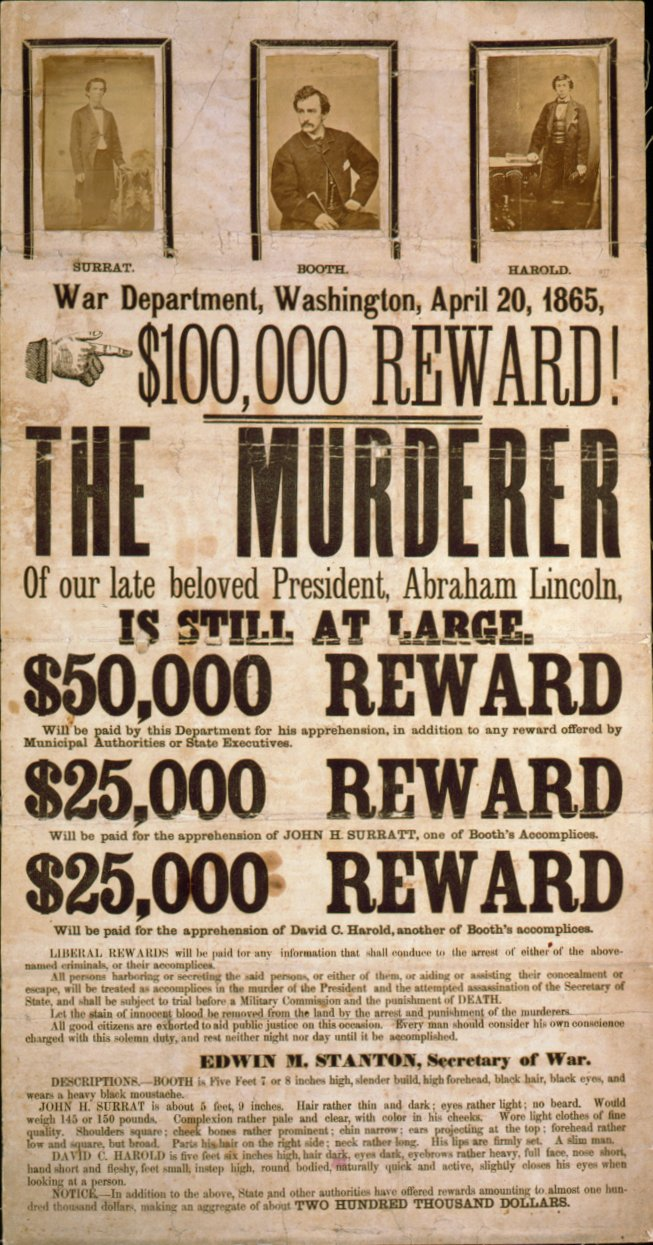
링컨 암살범들을 잡기 위해 만든 현상금 포스터, 존 수랏, 존 윌크스 부스, 데이빗 E. 헤럴드의 사진이 그려져 있다.

말을 타고 포드 극장에서 반 시간을 달린 부스는 네이비 야드 다를 건너서 시내를 빠져나와 메릴랜드로 갔다. 데이빗 해럴드도 한 시간 뒤에 똑 같은 다리를 건너 부스와 만났다. 수랏빌에서 전에 보관해 두었던 무기와 준비물을 챙긴 후에 해럴드와 부스는 현지 의사였던 새뮤얼 A. 머드에게로 가서 부스의 부러진 다리를 치료하고 부목을 대었다. 이후 머드는 부스에게 목발 한 쌍을 만들어 주었다.
머드의 집에서 하루를 보낸 후에, 부스와 헤럴드는 새뮤얼 콕스의 집으로 안내해 줄 현지인을 고용했다. 콕스는 다시 그들을 토마스 존스에게로 데려갔으며, 그는 부스와 헤럴드는 집 근처에 있는 제키아 늪에 그들을 5일간 숨겨 포토맥 강을 건널 수 있게 해 주었다. 4월 24일 오후, 그들은 담배 농사를 짓고 있는 리처드 H. 개럿의 농장에 도착했다. 부스는 개럿에게 남군 병사들에게 부상을 당했다고 말했다.
토드 박사의 형제에게 전달된 15번째 편지의 정보를 통해 부스의 소재와 상태에 관해 워싱턴 D.C.에 떠돌고 있는 소문을 알 수 있다.
| “ | 오늘은 온 시내가 슬픔에 잠겨 모든 집들이 암흑에 빠져 있습니다. 나는 미소를 본적도 없고, 상점도 문을 열지 않았으며, 내가 본 건장한 사내들이 눈물을 흘리고 있었습니다. 어떤 이들이 말하기를 부스가 죄수라고 하고, 또 다른 이들은 도망쳤다고 말하지만, 여기에서 받은 명령으로 보건데, 그가 잡혔고, 그날 밤동안 안전하게 구금되어 감시받고 있다고 믿고 있습니다. 사람들이 지금 제기한 것은 끝이 없네요. | ” |

부스의 도주로

북군 추적자들이 부스를 뒤쫓고 있는 동안, 추적자 중 4명이 4월 24일 정찰 임무 도중 익사했다. 그들의 작은 바지선 블랙 다이아몬드가 증기선인 매사추세츠 호와 라파해넉 강 이나 포토맥 강에서 부딪쳤다. 매사추세츠 호의 승객을 포함하여, 최근에 교대한 북군 군인과 가석방된 전 남군 포로들까지 적어도 50명이 중상을 입었다.
부스와 헤럴드는 제16 뉴욕 기병대 소속의 군인들이 농장에 도착할 때까지 개럿의 농장에 4월 26일까지 머물러 있었다. 군인들이 헛간을 포위했고, 그곳에서는 부스와 헤럴드가 잠들어 있었다. 군인들은 15분이 지나면 사격을 할 것이라고 알렸다. 헤럴드는 항복을 했지만, 부스는 군인들이 항복하라고 외쳤음에도 “나는 살아서 잡히지는 않을 것이다”라고 크게 외치며 밖으로 나오지 않았다. 이 말을 듣자마자, 군인들은 헛간에 사격을 가했다. 부스는 한 손에 라이플을 휘두르며, 다른 한 손에는 권총을 들고서 뒷 문으로 돌진했다. 부스는 어떤 무기도 쏘지를 않았다.
보스턴 코벳이라는 병장이 헛간 뒤로 기어 가서 부스를 쏘았고, 척수를 끊었다. 그의 총알이 링컨의 뇌를 관통했던 곳 아래 쪽으로 약 1인치 아래 쪽의 뒷 머리 부분이 었다. 부스는 헛간의 계단 위로 운송되었다. 한 군인이 그의 입에 물을 먹여 주었고, 그는 즉시 뱉어내며 삼킬 수가 없었다. 부스가 그 군인에게 말했다. "어머니에게 나라를 위해 죽었다고 전해주게!" 통증으로 팔다리를 움직일 수 없었기 때문에, 그는 그 군인에게 손을 얼굴 앞으로 옮겨달라고 부탁하면서 그들을 바라보며 속삭였다. "소용없어... 소용이 없어." 이것이 그가 뱉은 최후의 말이었다. 부스는 개럿 농장의 횃대 위에서 코벳에게 총을 맞은 지 두 시간만에 숨을 거두었다.

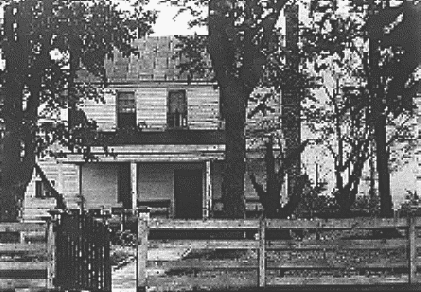
1865년 4월 26일 부스가 죽은 개럿 농장

파월은 워싱턴 지리에 어두웠고, 데이빗 헤럴드의 안내를 받지 못하고 , 4월 17일 수랏에 있는 집으로 돌아가는 길을 찾을 때까지 거리를 3일동안 헤매고 다녔다. 그는 형사들이 이미 거기에 있다는 것을 알아챘다. 파울은 매리 수랏에 의해 고용되었다고 주장했지만, 그녀는 모르는 사람이라고 부인했다. 결국 둘 다 체포되었다.
조지 애체롯은 워싱턴에서 북서쪽으로 40 km 정도 떨어진 메릴랜드 저먼타운에 있는 농장에서 숨어 있었지만, 4월 20일 추적을 받고 체포되었다. 나머지 공조자들도 퀘벡으로 도주한 존 수랏을 제외하고는 월 말까지 모두 체포되었다. 그곳에서 그는 가톨릭 사제들에 의해 의닉되었다. 1865년 9월, 그는 배를 타고 잉글랜드 리버풀로 가서, 시내의 성십자 가톨릭 교회에 머물렀다. 그곳에서 그는 그곳에서 그는 교황청 경비 용역 업무를 마칠 때까지 유럽을 몰래 떠돌았다. 그의 학창 시절 친구 중 한명인 헨리 쎄인트 마리가 1866년 봄 교황청 경비를 서고 있는 그를 발견하고서는 미국 정부에 신고를 했다. 수랏은 교황청 기관에 체포되었지만, 의심스런 상황이라 생각하고 가까스로 탈출할 수 있었다. 그는 마침내 1866년 11월 이집트에서 미국 정부 요원에게 체포되었다. 수랏은 1876년 여름 워싱턴에서 링컨 살해범으로 법정에 섰다. 변호인 측은 존 수랏을 모르지만 4월 13일과 15일 사이에 현장에서 그를 목격했다고 말했던, 뉴욕 엘미라에 사는 4명의 주민을 증인으로 요청했다. 15명의 검찰측 증인들(일부는 그를 아는)은 워싱턴에서 피고인을 암살 당일 또는 여행지에서 또는 당시 수도에서 그들이 알아볼 수 있었던 한 남자를 목격했다고 말하거나, 닮았다고 말을 했다. 결국 배심원들은 평결에서 합의에 이르지 못했다. 수랏은 석방되어서 1916년까지 평생을 자유인으로 살게 된다.

## 공모자들의 재판

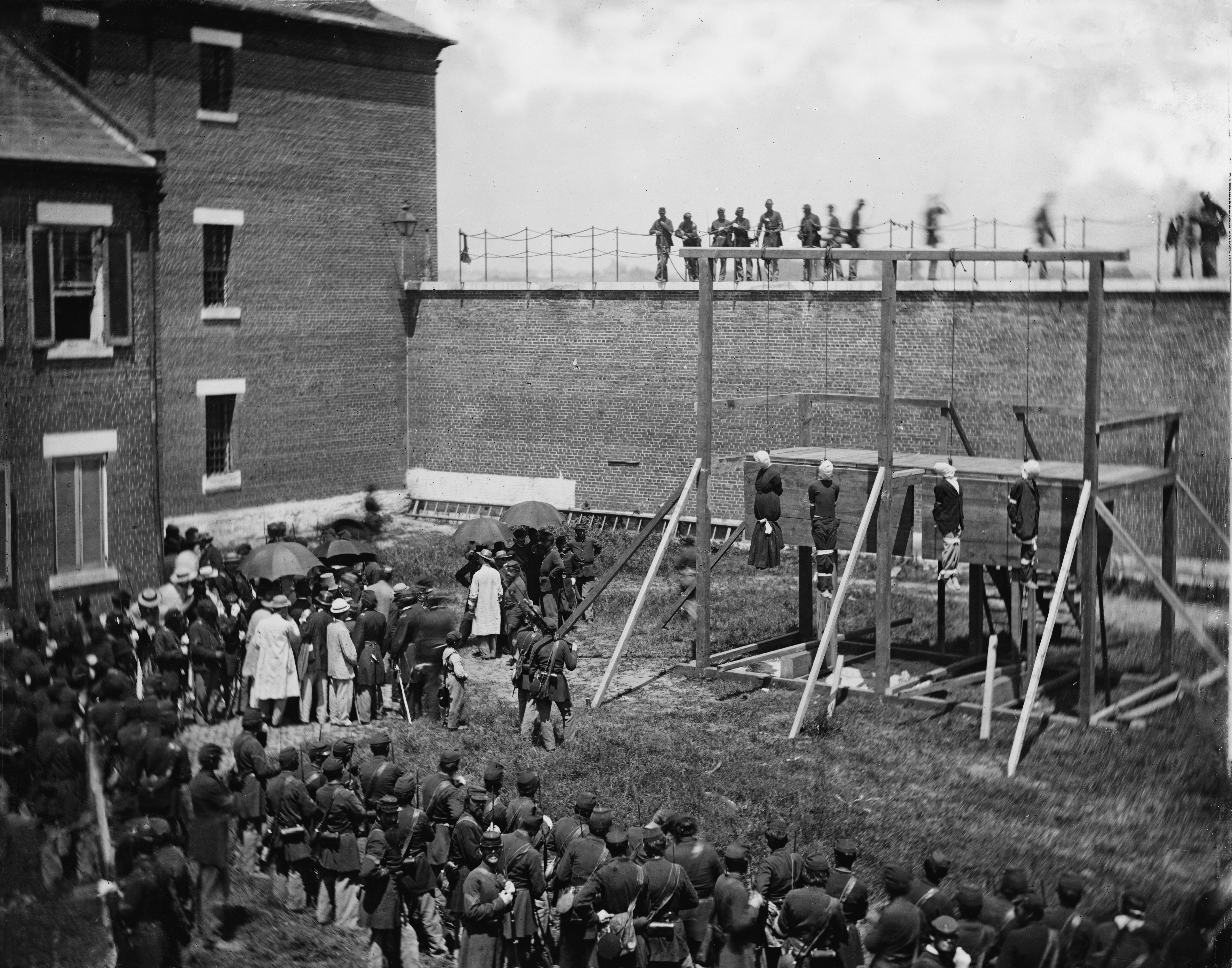
1865년 7월 7일 워싱턴 D.C.의 맥네어 요새에서 거행된 매리 수랏, 루이스 파월, 데이빗 헤럴드, 그리고 조지 애체롯의 처형

암살 이후, 수십 명의 암살 용의자들이 체포되어 투옥되었다. 암살과 약간의 관련이 있다고 밝혀진 모든 사람 또는 도주 중 부스나 헤럴드와 사소한 접촉이라도 한 사람들은 모두 투옥되었다. 이렇게 투옥된 사람들 중에는 수랏 부인의 집에 하숙하던 루이스 J. 바이히만과 부스의 형제인 주니어스 브루터스 부스 (암살 당시 신시내티에서 연극을 하던); 40일동안 투옥된 극장주 존 T. 포드, 부스가 말을 빌린 워싱턴의 마방 주인 제임스 펌프리, 수랏 부인의 메릴랜드 술집에 세를 주고, 부스와 헤럴드에게 4월 14일 당일 날 카빈, 로프, 위스키를 제공한 존 M. 로이드, 그리고 포토맥 강을 건너 부스와 헤럴드가 탈출할 수 있도록 도와준 새뮤얼 콕스와 토머스 A. 존스 등이 있다.
위에서 언급된 모든 사람들이 체포되어 투옥되었고, 석방되었으며, 최종적으로 8명(남자 7명에, 여자 1명)으로 좁혀졌다. 새뮤얼 아놀드, 조지 애체롯, 데이빗 헤럴드, 새뮤얼 머드, 마이클 오래플린, 루이스 파월, 에드먼드 스팽글러 (포드 극장의 무대담당자로 부스에게 말을 주어 피너츠 버로우에게 잡고 있으라고 했던), 그리고 매리 수랏이었다.
8명의 용의자는 1865년 5월 1일 당시 앤드류 존슨 대통령의 명령으로 군법재판소에서 재판을 받았다. 9인 위원회는 데이빗 헌터 중령이 이끌고 있었다. 나머지 여덟 명의 결정권자들은 루 월리스 소장, 로버트 샌포드 포스터, 토머스 맬리 해리스, 앨비언 P. 하우와 오거스트 카우츠 준장과 제임스 A. 에킨과 찰스 H. 톰킨스 대령, 그리고 데이빗 램지 클렌드닌 중령이었다. 검찰 쪽은 군 법무감 조제프 홀트가 이끌고 있었으며, 법무관보로는 미국 의회 존 A. 빙엄과 헨리 로렌스 버넷 소령이 맡았다. 재판은 벤 피트먼과 여러 조수들이 속기록을 담당하였고, 1865년 출판되었다. 군사법재판소에 그들이 재판을 받는다는 사실은 에드워드 베이츠와 기드온 웰즈 두 사람 모두에게 비판을 받았다. 이들은 모두 민사 법원이 재판을 담당했어야 한다고 믿고 있었기 때문이었다. 반면 법무부 장관 제임스 스피드는 군사적 모의가 포함되었으며, 피고가 적군처럼 행위를 했고, 콜럼비아 특별구에 계엄령이 내려져 있었다는 것을 근거로 군사법재판소의 이용을 정당화시켰다. (1866년, 밀리간 사건(Ex parte Milligan) 판결에서 미합중국 연방 대법원은 민사 법원이 관할하는 지역에서 군사법재판소의 이용을 금지했다.) 이러한 의견 불일치는 유죄 평결과 2/3의 사형을 결정하는 배심원에 대해 최소한의 군인을 요하도록 법으로 규정한 피고에 대해서도 제기되었다. 또한 피고는 존슨 대통령을 제외하고는 누구에게도 항소할 수가 없었다.
이 재판은 266명의 증인이 소환되면서 약 7주간 진행되었다. 구류에서 석방된 루이스 바이히만이 핵심 증인이었다. 피고 모두는 6월 30일 유죄 판결을 받았다. 매리 수랏, 루이스 파월, 데이빗 헤럴드, 그리고 조지 애체롯은 교수형 선고를 받았다. 새뮤얼 머드 박사와 새뮤얼 아놀드, 마이클 오래플린은 종신형을 선고받았다. 머드는 군사법재판소에 5-4 한 표 차이로 교수형 당하는 것을 모면했다. 에드먼드 스팽글러는 6년 징역을 선고받았다. 이상하게도, 매리 수랏이 교수형 선고를 받은 이후, 배심원 중 5명이 선처를 호소하는 편지에 서명했다. 그러나 존슨은 처형을 중단하지 않았다. (존슨은 이후 그 편지를 본 적이 없다고 주장했다.)
1865년 7월 7일, 수랏, 파월, 헤럴드, 그리고 애체롯은 레슬리 J. 맥네어 요새에서 교수형을 당했다. 북군 윈필드 스콧 핸콕 장군이 처형을 참관하였다. 매리 수랏은 미합중국 정부에 의해 처형된 최초의 여성이 되었다. 오래플린은 1867년 황열로 옥사하였다. 머드, 아놀드, 그리고 스팽글러는 1869년 앤드류 존슨 대통령에 의해 사면을 받았다. 1875년에 사망한 스팽글러는 남은 평생동안 부스로부터 말을 잡고 있으라는 요청만 받았지 그 음모와 전혀 연루되지 않았다고 주장했다.

### 머드의 과실
머드의 과실 정도는 그 이후로 지금까지도 여전히 논란으로 남아있다. 머드의 손자인 리처드 머드와 같은 어떤 이들은 머드가 아무런 잘못도 하지 않았고, 게다가 다리 골절상을 입어 밤늦게 자신의 집에 찾아온 사람을 단순히 치료했다고 투옥되었다면서 무죄라고 주장했다. 암살 후 1세기에 걸쳐, 리처드 머드에게 편지를 쓴 지미 카터 대통령과 로널드 레이건 대통령 모두 그의 조부가 무죄라는 사실에 동의를 한다고 밝혔다. 그러나 에드워드 스티어스 주니어와 제임스 스완슨과 같은 다른 이들은 새뮤얼 머드가 납치 시도가 실패한 그 달 이전에 부스를 세 번이나 방문을 했다고 주장을 했다. 최초의 방문은 1864년 11월에 암살 음모를 도와줄 동료를 찾던 부스가 남군 비밀 조직의 요원에 의해 머드에게 안내되었다. 12월에 부스는 머드를 다시 만나서 그의 농장에서 밤을 세웠다. 12월 말, 머드는 워싱턴으로 가서, 부스를 그가 알고 있는 남군 요원 존 수랏에게 소개를 했다. 게다가, 조지 애체롯은 부스가 머드의 납치 계획을 대비하여 집에 물품을 보냈다고 증언했다. 머드는 암살 사건 이후 집으로 찾아온 관계자들에게 치료가 필요해 나타났던 그런 사람을 알지 못한다고 주장하며 거짓말을 했고, 부스와 헤럴드가 어디로 갔는 지에 대해 거짓 정보를 주었다. 그는 또한 부스의 상처난 다리에서 잘라낸 모노그램이 있는 신발을 다락방 판자 뒤에 숨겼지만, 머드의 집에 대한 철저한 조사로 이 추가 증거가 드러났다. 하나의 가정은 다음과 같다. 머드 박사가 납치 계획에 다른 사람들과 함께 동참했다는 것이다. 링컨이 부상을 입은 경우 치료를 위해 들를 것이고, 부스는 그리하여 의사를 떠올려 4월 15일 이른 시간에 도움을 받으러 그의 집에 간 것이다.

## 영향

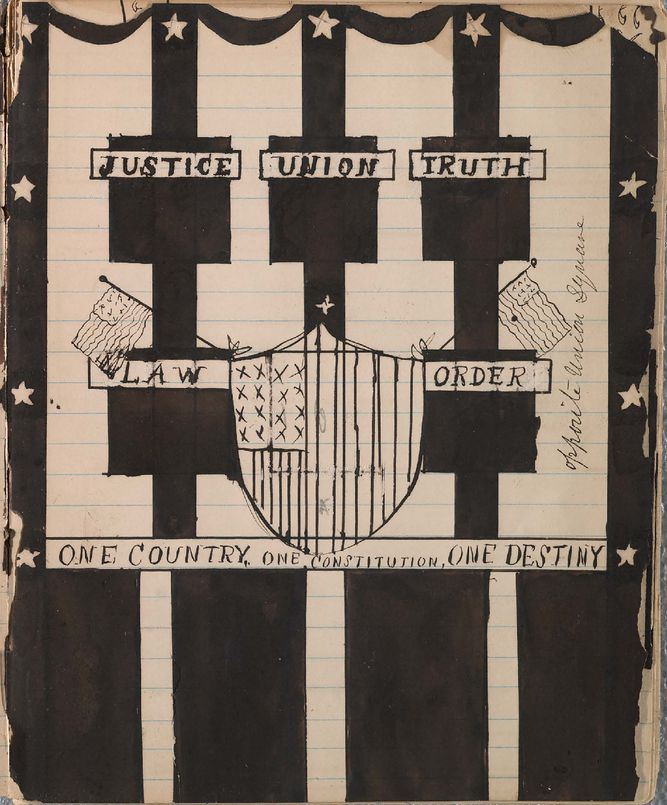
1865년 4월 15일 무명인에 의해 유니언 스퀘어 (뉴욕)에서 성조기 위에 그려진 조문기

링컨은 암살당한 최초의 미국 대통령이었다. 그의 암살 사건은 오랜 기간 미국에 영향을 주었으며, 남북 모두에서 애도를 표하고 있다. 여러 도시에서 부스에 대한 지지를 표명했던 사람들을 습격한 여러 건의 사건이 있었다. 링컨이 죽은 후 부활절 미사를 통해, 전국의 성직자들이 링컨을 찬송했다. 수백 만명의 사람들이 1865년 4월 19일 워싱턴 D.C.에서 있은 장례 행렬에 찾아으며, 그의 유해는 뉴욕에서 일리노이주 스프링필드의 묘지까지 1,700 마일 (2,700 km)를 지나왔다. 그의 유해와 장례 열차는 그 길을 따라 수백 만명의 사람들이 지켜보게 되었다.

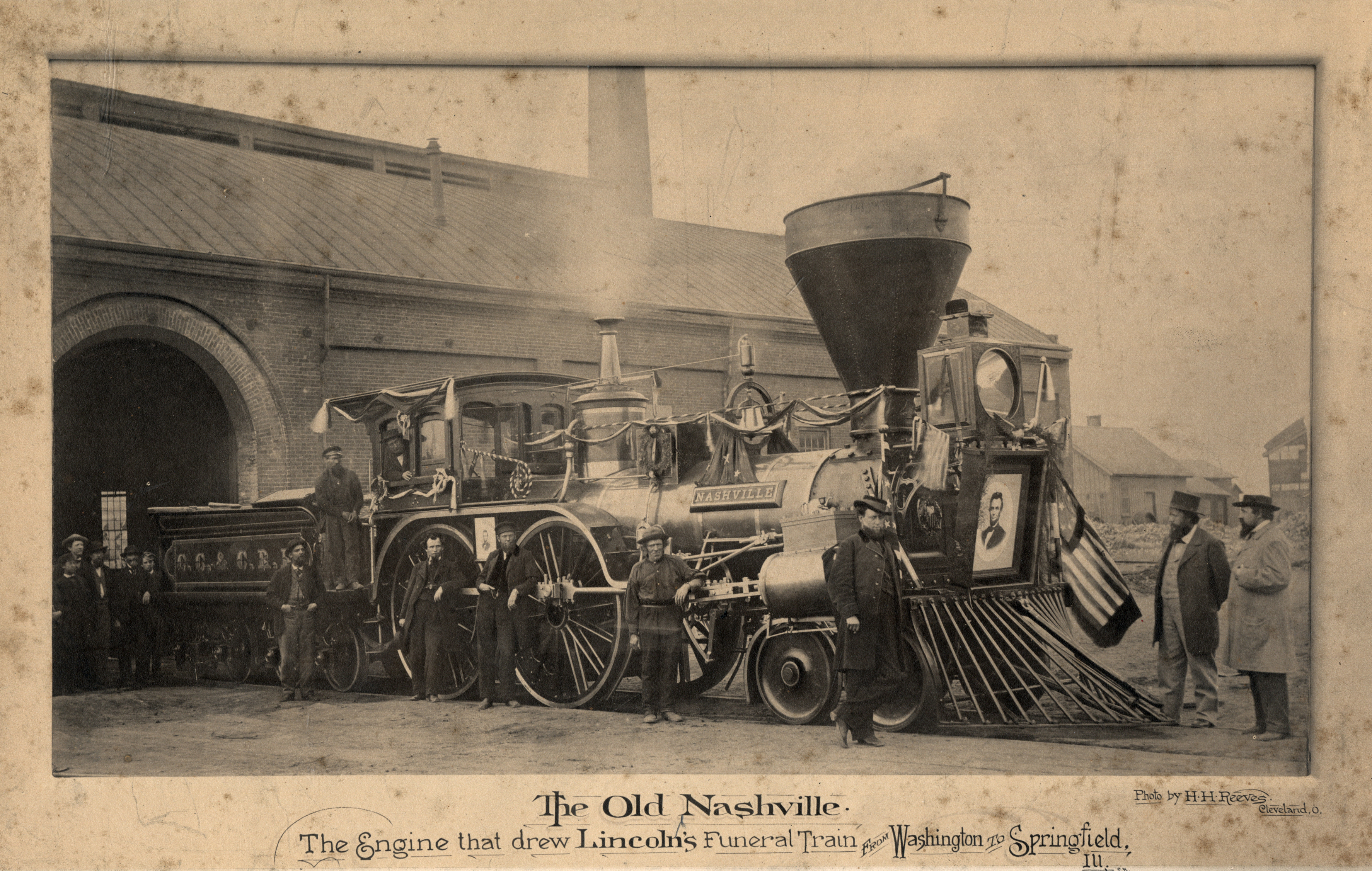
링컨의 장례 운구 열차

링컨의 사후, 율리시즈 S. 그랜트는 그를 “내가 아는 가장 위대한 인물이었다”라고 말했다. 남부 태생의 엘리자베스 블레어는 다음과 같이 말했다. “남부 태생의 동정론자들은 이제 알고 있다. 그들이 다시 찾기를 원해온 적극적이고, 더 강력한 보호자 그리고 봉사자를 잃어버렸음을”
앤드류 존슨은 링컨의 사후 바로 대통령에 취임했다. 존슨은 미국 역사상 가장 인기없는 대통령이 되었다. 그는 1868년 하원에 의해 탄핵을 당지만, 상원에서 한 표 차이로 탄핵을 모면했다.
윌리엄 수어드 장관은 암살 사건 2년 이후 부상에서 회복되어, 앤드류 존슨 대통령이 임기를 마칠 때까지 그 자리에서 일을 했다. 이후 그는 당시에는 ‘수어드의 어리석음’(Seward's Folly)이라고 알려졌던 ‘알래스카 매입’ 협상을 했으며, 그 협상을 통해 미합중국은 알래스카를 러시아로부터 사들일 수 있었다.
헨리 래스본과 클라라 해리스는 암살 사건이 발생하고 나서 2년 뒤에 결혼을 하고, 독일 하노버에서 미국 대사로 임명되었다. 그러나 래스본은 이후 정신적인 문제가 생겼고, 1883년에 아내 클라라를 쏘고, 찔러 죽였다. 그는 여생을 금치산자로서 독일에 망명을 하면서 보낸다.
존 포드는 살인 사건 2개월 후에 극장을 재개장 하려고 했지만, 대중들의 분노로 인해 접어야 했다. 1866년 연방 정부가 그 건물을 포드로부터 매입을 하여, 내부를 드러내고, 사무실 빌딩으로 개조하였다. 1893년, 내부가 붕괴되어 22명의 서기관이 사망을 했다. 이후에는 창고로 사용되다가, 1865년 외형으로 복원될 때까지 비워두었다. 포드 극장은 1968년 암살 박물관과 연극공연장으로 재개장하였다. 대통령석은 항상 비워져 있다. 피터슨 하우스는 1898년에 링컨 대통령 사망 가옥으로 구매되었으며, 이것은 기념관으로 사용하기 위해 연방 정부가 구매한 최초의 부동산이었다. 오늘 날, 포드 극장과 피터슨 하우스는 포드 극장 국립 사적지로 운영되고 있다.

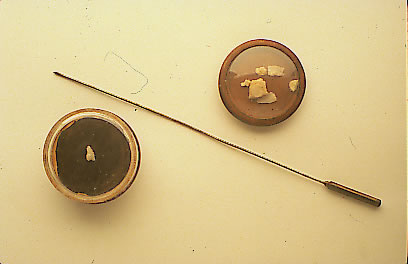
두개골 파편과 검사 장비, 국립 보건 박물관

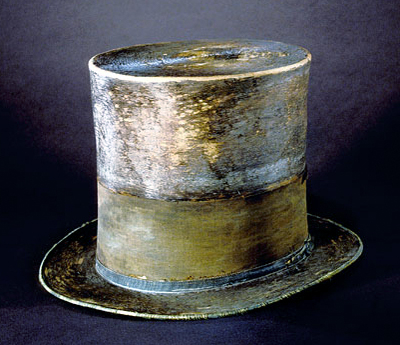
링컨이 암살된 밤에 썼던 탑햇

링컨이 부상당해 누워있던 침대와 침대에서 사용된 다른 물건들은 시카고 수집가 찰스 F. 컨터가 구매하여 현재 소유하고 있으며, 시카고 역사 박물관에 전시되고 있다. 현재의 국립 보건 박물관인 군 의료 박물관(National Museum of Health and Medicine)은 당시 암살과 관련된 여러 점의 유물을 전시하고 있다. 현재 전시되어 있는 것은 링컨을 저격한 총탄과 반이 사용했던 조사 장비, 링컨의 두개골 파편과 모발, 그리고 링컨의 피가 묻은 혈압계가 있다. 링컨이 앉아 있다가 저격을 당한 의자는 미시간주 디어본에 있는 헨리 포드 박물관 내부에 전시되어 있다.
1956년 2월 9일, 95세의 새뮤얼 J. 세이모어는 《나는 비밀을 가지고 있다》(I've Got a Secret)라는 TV 게임쇼에 출연하였다. 유명 인사 패널들이 결국 세이모어의 비밀을 맞추었다. 그는 링컨이 암살되던 그 밤에 포드 극장에 함께 있었던 것이다. 1865년 당시 다섯 살이던 세이모어는 그 사건을 목격한 마지막 생존자였다. TV에 방연된 지 두 달 후 세이모어도 세상을 떠났다.
1909년 링컨 탄생 100주년이 되던 해, 그의 초상화가 1달러 지폐에 실림으로써 링컨을 기념하게 된다. 워싱턴 D.C.에 있는 링컨 기념관은 1922년에 개장하였다.
암살 전날, 링컨은 $800 달러짜리 가계 수표를 사용했는데, 전하는 바에 의하면, 매리 토드 링컨이 쓴 빚을 탕감하기 위해서였다고 한다. 2012년 헌팅턴 은행 클리블랜드 지점에 그 수표와 다른 역사적 중요성을 가지는 수표가 전시되어 있었다. 헌팅턴 은행의 직원이 2011년 그 수표를 1983년 획득한 헌팅턴 은행에서 온 낡은 서류를 조사하다가 발견을 했다. 비록 다른 여러 역사적 인물들이 쓴 수표도 전시가 되었지만, 링컨 사망 이틀 전에 사용했던 수표는 단연 최고의 주목을 받았다.
링컨의 사후 주머니에서 발견된 것은 대통령 재선을 위한 잉글랜드 의회 의원 존 브라이트의 감사장이었다.

## 같이 보기
- 존 F. 케네디 암살 사건